# Австрійсько-американські відносини
Австрійсько-американські відносини — це двосторонні відносини між Австрією та США.
Посольство США в Австрії розташоване у Відні. З 2018 послом США в Австрії є Тревор Д. Трейна. Посольство Австрії в США, розташоване у Вашингтоні, округ Колумбія. З 2019 послом Австрії в США є Мартін Вайс.

## Історія

### Історія відносин до Першої світової війни
Ерцгерцогство Австрія ніколи не проводило жодних колоній в Америці. Тим не менше, кілька австрійців оселилися в тому, що перетвориться на Сполучені Штати до XIX століття, в тому числі група з п'ятдесяти сімей із Зальцбурга, висланих за те, що вони були лютеранами в переважно католицькій державі, які створили власну громаду в Ебенезер, штат Джорджія, в 1734 році .
Під час американської війни за незалежність, Австрія залишалась нейтральною, врешті-решт приєднавшись до Першої ліги збройного нейтралітету, ліги європейських держав, організованою Катериною II з Росії, під час війни для захисту нейтральних судноплавств, які часто знаходились під загрозою захоплення або переривання, королівським флотом.
Австрія, як епіцентр імперії, якою правив монарх, спочатку не хотіла підтримувати Американську революцію, враховуючи, що метою революції було звільнення групи колоній, від тиранічного правління іноземного монарха. Континентальний конгрес намагався встановити дипломатичні відносини в 1777 році, відправивши Вільяма Лі у Відень, але австрійський уряд офіційно його не прийняв. Врешті-решт, Австрія офіційно визнала США незалежною країною, коли в 1797 році Конрада Фредеріка Вагнера, прийняли консулом США в Трієсті.
Американські дипломати в Австрії, служили в контрольованих Габсбургами містах Трієст і Венеція до того, як 10 жовтня 1829 р., у Відні було створено американське консульство (з подальшим створенням у Відні американської делегації на чолі з Генріхом А. П. Муленбергом, з піднесенням до статусу посольства, що відбувся в 1902 р.) Сполучені Штати та Австрійська імперія підписали договір про торгівлю та мореплавство, в 1829 р. Австрійська делегація на чолі з Бароном де Марешалем, прибула у Вашингтон, округ Колумбія, у 1838 році.
Серйозні напруження відбулися у відносинах між двома країнами, в результаті революцій 1848 року. Професор Стівен Таффнелл заявляє: У своїх частих і грубих порушеннях етикету з Габсбургами, американська внутрішня політика, як завжди, була каталітичною. Таким чином, коли національно-сепаратистські революції розгорнулися по всьому європейському континенту в 1848 р., Бурхлива підтримка Лайоша Кошута та угорських 48-х років у США призвела до конфлікту між Вашингтоном та Віднем. Проугорський запал, у сенатській та демократичній пресі, підпалений Льюїсом Кассом; Флірт Держдепу з визнанням незалежності Угорщини в президентствах Тейлора та Філлмора; і, нарешті, останнє «врятування» Кошута в 1851 році з Османської імперії, на борту корабля «Міссісіпі» спричинило порушення відносин. Лише смерть Даніеля Вебстера, головного противника примирення, запобігла кризі.
І Австро-Угорщина і США були частиною Альянсу восьми націй, який втрутився в повстання Боксера в Китаї, з 1899 по 1901 рік.
Понад два мільйони людей з Австро-Угорської імперії іммігрували до Сполучених Штатів, протягом XIX століття, хоча через багатоетнічний статус імперії важко визначити, скільки з цих іммігрантів були етнічними австрійцями. До 1900 року в США проживало понад 275 000 австрійських американців, причому більшість з них прибули у другій половині 19 століття, оселившись переважно в Нью-Йорку, Каліфорнії, Пенсільванії, Флориді, Нью-Джерсі та різних штатах Середнього Заходу, таких як Огайо та Іллінойс. Понад 60 % цих іммігрантів походили з Бургенланду.

### Перша світова війна та Друга світова війна
У 1917 році Сполучені Штати оголосили війну Австро-Угорській імперії, поряд з Німецькою імперією, після втягування у Першу світову війну. Війна спричинила припинення дипломатичних відносин між США та Австро-Угорською імперією, 8 квітня 1917 р. та спричинила різке зменшення австрійської імміграції до Сполучених Штатів.
Договір від Сен-Жермен-ан-Ле, укладений між членами Альянсу та Австрією після війни, офіційно розпустив Австро-Угорську імперію і створив Першу австрійську республіку. Сполучені Штати ніколи не ратифікували Сен-Жермен-ан-Ле. Натомість, Сполучені Штати провели власні мирні договори з Австрією в 1921 р., США офіційно визнали незалежність Першої Австрійської Республіки 24 серпня 1921 р.
Нацистська Німеччина анексувала Першу Австрійську Республіку, в березні 1938 р. В результаті події, відомої як Аншлюс. США закрили свою делегацію в Австрії 30 квітня 1938 р. Після Другої світової війни США та союзники окупували Австрію, з 1945 по 1955 рік. Окупація закінчилася, коли союзники підписали Австрійський державний договір, який відновив Австрію як суверенну державу, створивши сучасну країну — Другу Австрійську Республіку.
США відіграли важливу роль, у відбудові Австрії після Другої світової війни, за допомогою плану Маршалла.

### Історія відносин з часів Другої світової війни
Відень часто вибирали місцем проведення ключових зустрічей, на вищому рівні супердержав, таких як Віденський саміт, у червні 1961 р. З президентом США Джоном Ф. Кеннеді та радянським прем'єр-міністром Микитою Хрущовим, або угода про СОЛ II у червні 1979 р. З президентом США Джиммі Картером та радянський генеральний секретар Леонід Брежнєв.
У лютому 1984 р. президент Австрії Рудольф Кірхшлягер, здійснив державний візит до США. Це був перший державний візит президента Австрії до Сполучених Штатів.
У вересні 1995 року президент США Білл Клінтон запросив президента Австрії Томаса Клестіля, з робочим візитом до Вашингтона, округ Колумбія, який відбувся 19 жовтня.
21 червня 2006 р. президент США Джордж Буш вів двосторонні переговори з президентом Австрії Хайнцем Фішером, в Імператорському палаці Хофбург, у Відні, разом із державним секретарем США Кондолізою Райс та міністром закордонних справ Австрії Урсулою Пласнік, незадовго до того, як США — Саміт Європейського Союзу.
Президент Барак Обама зустрівся з канцлером Вернером Файманном, коли Обама відвідав Прагу 5 квітня 2009 року.
Президент Дональд Трамп зустрівся з канцлером Себастьяном Курцом, на двосторонній зустрічі в лютому 2019 року з метою "активізації двосторонніх відносин між Сполученими Штатами та вивчення нових шляхів трансатлантичного співробітництва … шукати [вирішення] як глобальних конфліктів, так і тих, що європейське сусідство, сприятимуть економічному процвітанню та посиленню енергетичної безпеки «.
Війська США та Австрії воювали пліч-о-пліч, під час втручання НАТО в Боснію та Герцеговину та в Косово (незважаючи на те, що Австрія не є частиною НАТО). США, і Австрія брали участь у війні в Афганістані.
Відповідно до звіту про глобальне лідерство США за 2012 рік, 31 % австрійців схвалюють керівництво США, 40 % не схвалюють і 29 % не впевнені.